# Царски долмен
Царският долмен е вторият най-голям и най-добре запазен долмен на територията на България. Съоръжението се намира в местността Бялата трева (Фърфаловата сая), южно от село Хлябово, (Област Хасково).
Мегалитното гробно съоръжение е било обект на изследване от много учени последните сто години. Обектът влиза в научно обръщение след като е публикуван от Херман и Карел Шкорпил през 1888 година. През 1901 г. обектът е посетен и описан от археологът Георги Бончев. В началото на 1930-те е проучен за пръв път археологически от Васил Миков.

## Описание и особености
Мегалитното съоръжение е съставено от камера и две преддверия, а плочите използвани за градежа са грижливо изгладени от вътрешната лицева страна. Камерата е четвъртита с размери 2.20 х 1.50 м. Предната ѝ страна е изградена от една трапецовидна плоча, висока 2.20 m в основата и стесняваща се във височина до 1.10 m. На 0.40 m от долната страна на плочата се намира отворът за входа, който е засводен горе, с размери 0.60 х 0.75 m. Задната стена на камерата е изградена от две плочи, поставени плътно прилегнали една до друга. Плочите са високи 2.20 m. Горната част на разположената на източната страна на долмена е отчупена и през нея иманяри са проникнали във вътрешността. Надлъжните стени на камерата са направени от по две плочи, поставени една върху друга. Долната плоча на източната стена е с размери 1.80 х 2.60 m и е поставена вертикално. Горната плоча има почти същата дължина при височина едва 0.30 m. Западната стена се състои от две плочи, които са монтирани под наклон навътре. Гробната камера е покрита с грамадна плоча с размери 2.85 х 2.10 m и дебелина 0.45 m. Стените са камерата са монтирани посредством жлебове издълбани на вътрешните страници на плочите. Подът на камерата е покрит с една-единствена плоча, която е била разчупена при иманярска инвазия.
Преддверието на долмена е малко по-широко от гробната камера. Надлъжните стени на преддверието имат в краищата си към предната стена на камерата жлебове, в които тя е вмъкната. При покривната плоча на преддверието се наблюдава издълбан жлеб към трите му страни. Според археолозите начинът, по който излиза западната стена на преддверието свидетелства за наличието на още едно преддверие, което е допирало до крепидата и вероятно е било отворено отпред, но е било разрушено още в древността. Карел Шкорпил споменава, че пред обекта е била налична плоча с размери 2.10 x 1.50 m, която вероятно е принадлежала на второто преддверие. Освен това той споменава и за наличието на квадратна каменна ограда около обекта с размери на страните 7 m.

## Опазване и консервация
Долмените при село Хлябово са обявени за природна забележителност със Заповед No.378 от 05.02.1964 г.